# Liste von Rangierbahnhöfen
Liste bedeutender Rangierbahnhöfe in geographischer Ordnung.
Angeführt sind wichtige Rangierbahnhöfe mit Bildung von Ferngüterzügen beziehungsweise mit großem Transportaufkommen oder mit sehr umfangreichen Gleisanlagen bei geringerem Transportaufkommen, die zudem in der Regel wenigstens einen Ablaufberg besitzen.
Während die Namen der Eisenbahnkomplexe und Städte, soweit allgemein gebräuchlich, im deutschsprachigen Exonym angegeben sind, sind die eigentlichen Rangierbahnhöfe mit den offiziellen endonymen Eigennamen in der jeweiligen Sprache beziehungsweise bei Sprachen mit nichtlateinischen Alphabeten in der wissenschaftlichen Transliteration statt deutscher Umschrift (Transkription) bezeichnet, damit in jedem Falle (auch für die nichtdeutschsprachige Leserschaft) eine Rückführung in die Herkunftssprache zwecks Auffindens in Karten beziehungsweise vor Ort möglich ist. In Eisenbahnkomplexen mit mehreren Rangierbahnhöfen sowie bei Rangierbahnhöfen, aus deren Namen der entsprechende Eisenbahnkomplex bzw. -knoten nicht erkennbar ist und bei Rangierbahnhöfen, deren fremdsprachiger Eigenname vom deutschsprachigen Namen des Eisenbahnkomplexes abweicht, ist der (deutschsprachige) Name des Eisenbahnkomplexes in Kursivschrift vorangestellt. Soweit bekannt, ist die Anzahl der Richtungsgleise in Klammern angegeben, wobei doppelte Zahlen (xx + xx) deren Anzahl für jeweils jedes einzelne Rangiersystem in zweiseitigen Rangierbahnhöfen anzeigen.
Nicht aufgeführt sind kleinere Rangierbahnhöfe mit mehrheitlich Ortsverkehr und/oder nur wenigen Gleisen, teilweise stillgelegte Rangierbahnhöfe mit nur mehr geringem Verkehr oder Gebrauch nur mehr zum Abstellen von Eisenbahnwagen, Rangierbahnhöfe von Anschlussbahnen der Industriewerke und Häfen sowie vollständig stillgelegte Rangierbahnhöfe.
Für die Vollständigkeit und Aktualität kann keine Garantie übernommen werden, da vollständige und Teilstillegungen von Rangierbahnhöfen nur selten offiziell oder in der Fachliteratur vermeldet werden, sondern diese – auch im Hinblick auf die Geheimhaltung in vielen Ländern aus militärischen Gründen – oft nur nach Vollzug vor Ort festgestellt werden können.

## Europa

### Britische Inseln
- Irland (Insel): Weder in der Republik Irland noch im zu Großbritannien gehörenden Nordirland gibt es Rangierbahnhöfe, zumal in Nordirland der Schienengüterverkehr bereits vollständig eingestellt wurde.
- Großbritannien (Insel) (ohne Nordirland, siehe oben): Hier wurden bis 1984 alle Rangierbahnhöfe stillgelegt. Es besteht nur mehr ein geringer Einzelwagenladungsverkehr, für den nur mehr in wenigen Güterbahnhöfen ohne Ablaufberg rangiert wird (teilweise in den Resten ehemaliger Rangierbahnhöfe, dann nachstehend gekennzeichnet mit *):

#### England
- - Birmingham: Bescot Yard*
  - Carlisle: Kingmoor Yard*
  - Crewe: Basford Hall Yard* (einziger für den Verkehr mit Containerzügen spezialisierter Güterzugs-Knotenbahnhof Großbritanniens)
  - Doncaster: 1 Bahnhof bestehend aus den Bahnhofsteilen  Decoy Yard* und Belmont Yard*
  - London: Wembley Yard (Neubau auf einem Teil des Geländes des ehemaligen Rangierbahnhofes Willesden Yards)
  - Middlesbrough: Tees Yard*
  - Warrington (für den Ballungsraum Liverpool/Manchester): Arpley Yard

#### Schottland
- -     - Glasgow: Mossend

#### Wales
- -     - Newport: Alexandra Dock Junction

### Skandinavien
- Norwegen: Bis 2003 wurden alle Rangierbahnhöfe stillgelegt.
- Schweden:
  - Gävle (18)
  - Borlänge (24)
  - Hallsberg rbg (32)
  - Göteborg: Sävenäs (34)
  - Helsingborg gbg. (24)
  - Malmö gbg. (godsbangård) (26)
- Finnland:
  - Tampere: Viinikka (31)
  - Riihimäki: Korttio (20)
  - Kouvola (37)
- Dänemark: Bis 2002 wurden alle Rangierbahnhöfe stillgelegt.

### Baltische Länder und Oblast Kaliningrad
- Estland:
  - Tapa (12)
- Lettland:
  - Ventspils (15)
  - Riga: Rīga-Šķirotava (26)
  - Rēzekne II (10)
  - Daugavpils-Šķirošanas (26)
- Litauen:
  - Šiauliai: Radviliškis (28)
  - Vilnius: Vaidotai (20)
- Russische Exklave Kaliningrad:
  - Kaliningrad (ehemaliges Königsberg (Preußen)): Kaliningrad-Sortirowotschny (23)

### Osteuropa
- Belarus
  - Maladsetschna: Maladetschna (11)
  - Minsk: Minsk-Sartawalny (21)
  - Orscha: Orscha-Zentralnaja (12?)
  - Mahiljou: Mahiljou II-na-Dnjapro (16)
  - Gomel: Gomel-Sartawalny (sehr ungewöhnlich angelegter zweiseitiger Rangierbahnhof, dessen beide Rangiersysteme als einzelne Bahnhofteile an zwei verschiedenen Strecken liegen, und zwar: Gomel-Njazotny [ungerade] mit 21  Richtungsgleisen an der Strecke nach Minsk und Gomel-Zotny [gerade] mit 12 Richtungsgleisen an der Strecke von Brest)
  - Baranawitschy: Baranawitschy-Zentralny (15)
  - Brest-Wostotschny (Ostbahnhof, 10 + 13)
  - Brest-Sewerny (Nordbahnhof, 12 + 12: zweiseitiger Spurwechselbahnhof mit räumlich getrennten Systemen)
- Ukraine (Vorkriegszustand, aktueller Zustand nicht mehr feststellbar)
  - Konotop
  - Kiew: Darnyzja (24 + 18)
  - Kowel: Kowel (11)
  - Lemberg: Klepariw (19), Lwiw-Sachod (Westbahnhof, liegt neben dem Hauptbahnhof; 20)
  - Tschop: Tschop (16), Wuslowoje (16)
  - Schmerynka/Winnyzja: Schmerynka-Podilska (20)
  - Snamjanka: Snamjanka-Sortuwalna (28)
  - Krementschuk: Krementschuk-Tscheredniki (24)
  - Poltawa: Poltawa-Piwdenna-Sortuwalna (Südbahnhof-Rangierbahnhof) (17)
  - Charkiw: Osnowa (28 + 20), Charkiw-Sortuwalnyj (22)
  - Kupjansk: Kupjansk-Sortuwalnyj (15 + 22)
  - Donezbecken (Donbass):
    - Krasnyj Lyman (zweiseitig, 32 + 24)
    - Horliwka: Mykytjiwka (15 + 17) (auf Grund der russischen Invasion bis auf weiteres stillgelegt)
    - Debalzewe: Debalzewe-Sortuwalna (29 + 23) (auf Grund der russischen Invasion bis auf weiteres stillgelegt)
    - Ilowajsk: Ilowajsk (17 + 12) (auf Grund der russischen Invasion bis auf weiteres stillgelegt)
    - Donezk: Jassynuwata-Sortuwalna (32 + 41) (auf Grund der russischen Invasion bis auf weiteres stillgelegt)
    - Krasnoarmijsk (12)

  - Wolnowacha: Wolnowacha (22)
  - Saporischschja: Saporischschja-Liwe (22)
  - Dnipro: Nischodniprowsk-Wusol (31 + 16)
  - Krywyj Rih: Kriwoi Rog-Sortuwalnyj (21)
  - Odessa: Odessa-Sortuwalna (19), Odessa-Sastawa I (22)
  - Rosdilna: Rosdilna-Sortuwalna (28)
  - Mykolajiw: Mykolajiw-Sortuwalnyj (18)
  - Dschankoj: Dschankoj (24. Ob der Rangierbahnhof seit der Annexion der Krim an Russland noch in Betrieb ist, ist zurzeit nicht feststellbar.)
- Republik Moldau
  - Chișinău (12)
  - Transnistrien Kein Rangierbahnhof
- #Russland

### Ostmitteleuropa
- Polen
  - Stettin: Szczecin Port Centralny
  - Thorn: Toruń Towarowy (16)
  - Warschau: Warszawa Praga (30)
  - Małaszewicze Południowa (Südbahnhof)
  - Posen: Poznań Franowo (32)
  - Łódź Olechów (24)
  - Lublin Tatary (24)
  - Skarżysko-Kamienna (32)
  - Kielce Herbskie (21)
  - Breslau: Wrocław Brochów (31)
  - Tarnowskie Góry/Kattowitz: Tarnowskie Góry Rozrządowa (32 + 32)
  - Kattowitz: Łazy (32), Jaworzno Szczakowa (26), Zabrzeg Czarnolesie (32)
  - Krakau: Kraków Prokocim Towarowy (32)
  - Przemyśl: Medyka Towarowa
- Tschechien
  - Děčín hlavní nádraží (14)
  - Most Nové nádraží (30)
  - Pilsen: Plzeň seřaďovací nádraží (22)
  - Prag: Praha-Libeň (15)
  - Nymburk hlavní nádraží (29)
  - Česká Třebová seřaďovací nádraží (38)
  - Ostrava hlavní nádraží (20 + 20)
  - Přerov přednádraží (32)
  - Brünn: Brno-Maloměřice (23)
  - České Budějovice seřaďovací nádraží (22)
  - Břeclav přednádraži (13)
- Slowakei
  - Žilina-Teplička: (18, seit 2012 in Betrieb)
  - Košice nákladná stanica (21)
  - Zvolen východ (12)
  - Čierna nad Tisou (21 + 16)
  - Bratislava-Východ (Ostbahnhof, 37)
  - Štúrovo (26)
- Ungarn
  - Budapest Ferencváros rendező pu. (32)
  - Miskolc rendező pu. (30)
  - Záhony: Fényeslitke Déli rendező pu. (Bahnhofteil Süd Rangierbahnhof, 24)

### Deutschland

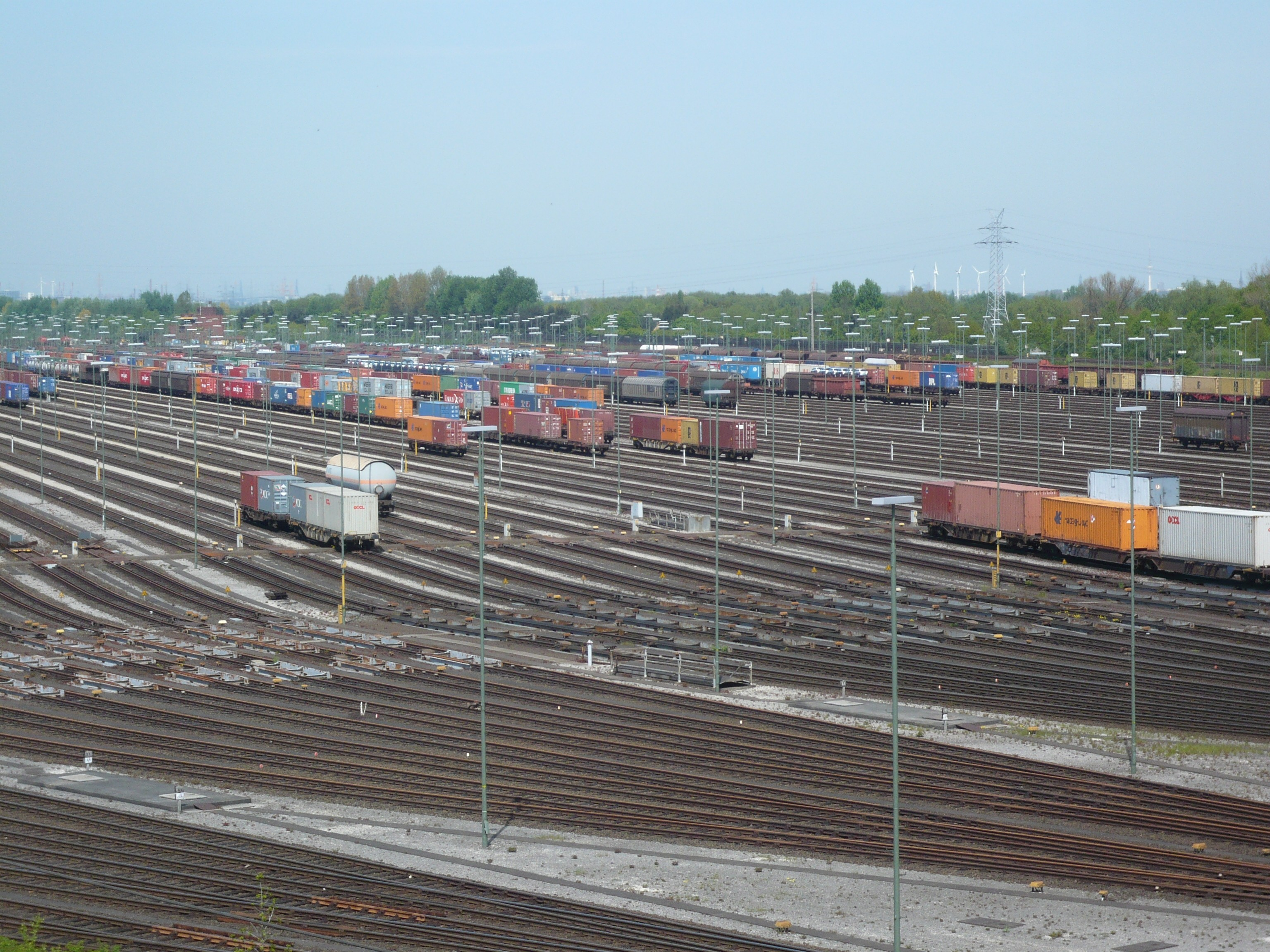
Maschen Rangierbahnhof

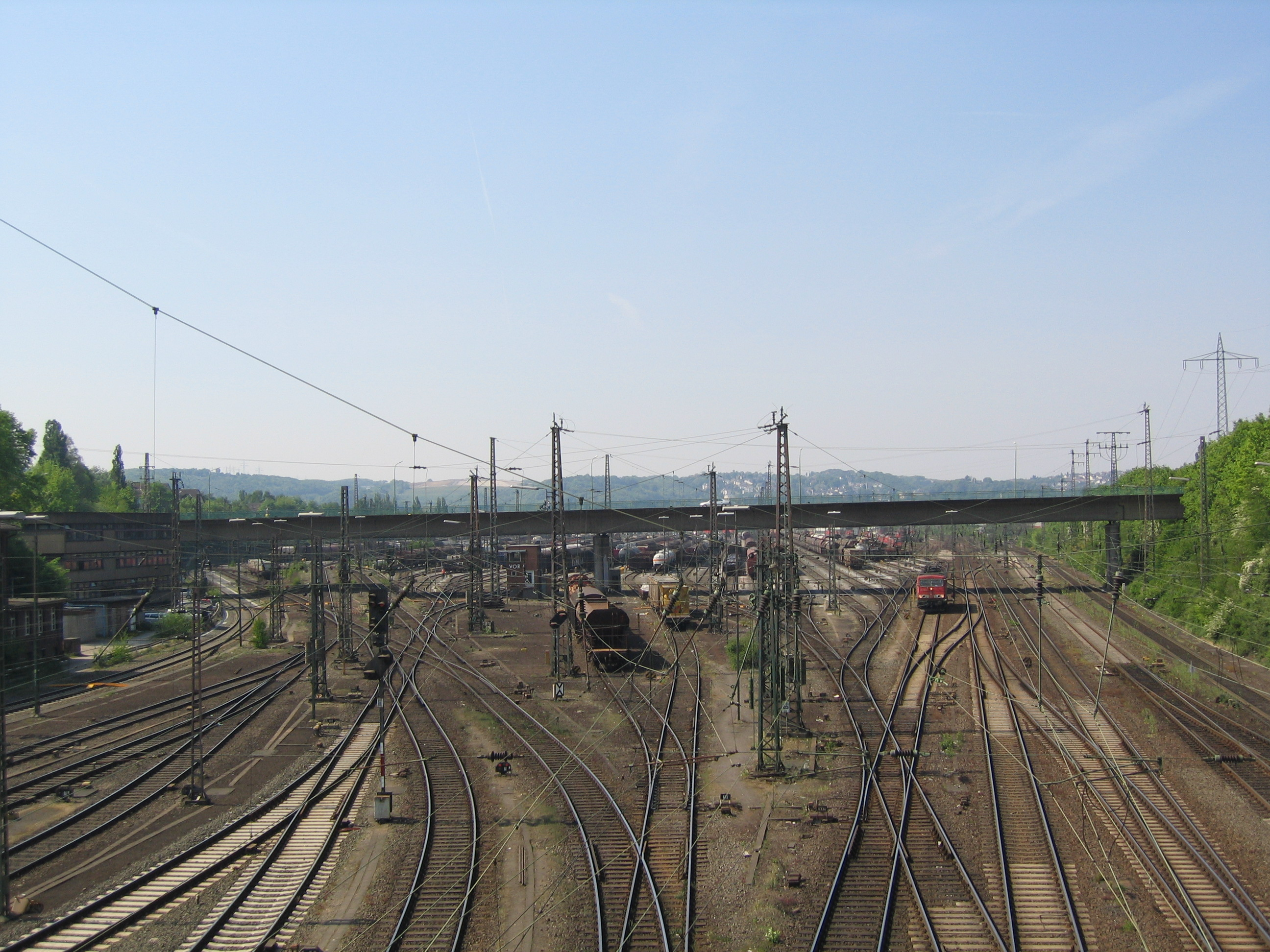
Rangierbahnhof Hagen-Vorhalle

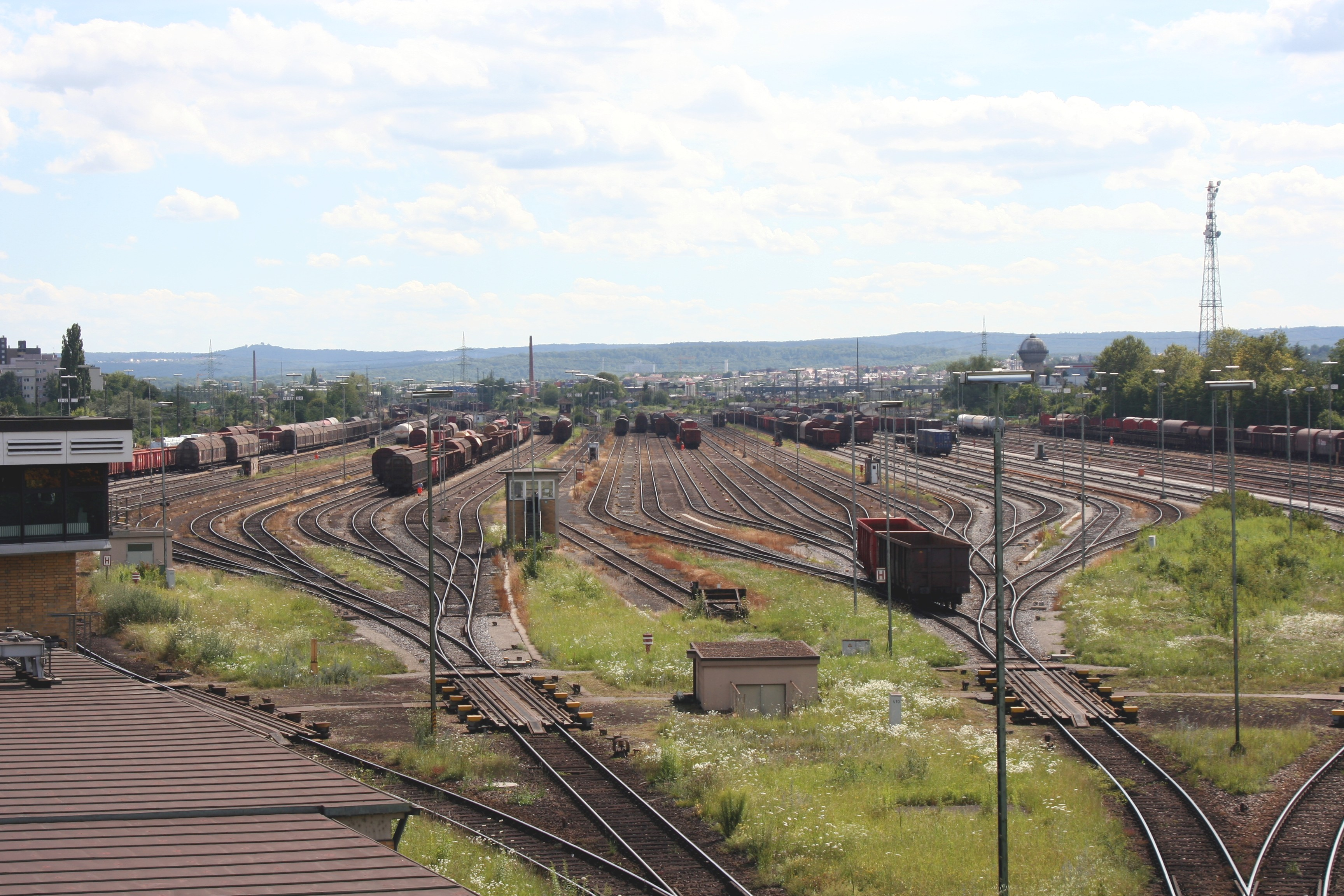
Richtungsgruppe des Rangierbahnhofs Kornwestheim Rbf

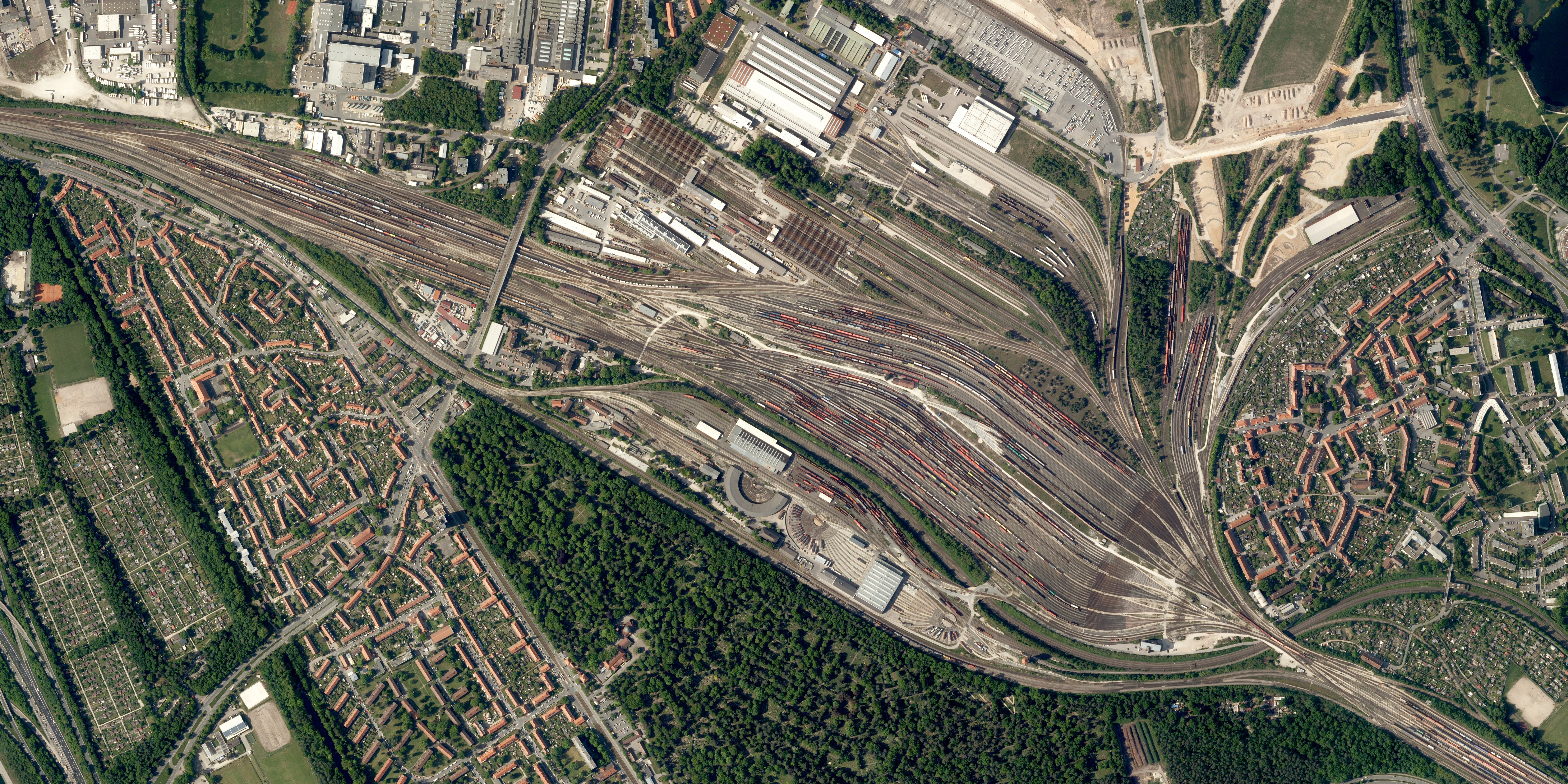
Luftbild des Nürnberger Rangierbahnhofs

In Deutschland werden künftig von der DB Cargo die nachstehend fett gekennzeichneten, neun Rangierbahnhöfe mit überregionaler Bedeutung betrieben. Die zusätzlich aufgeführten, als Knotenbahnhöfe kategorisierten Rangieranlagen übernehmen vor allem regionale Aufgaben, vereinzelt aber auch Fernzugbildungen. Nach Fertigstellung des Rangierbahnhofes Halle (Saale) haben die damals noch als Rangierbahnhof geführten Anlagen Engelsdorf und Dresden-Friedrichstadt an Aufgaben und damit an Bedeutung verloren.
- Norddeutschland
  - Rostock Seehafen (32)
  - Hamburg: Maschen Rbf (Neubau 1977, nach Umbau, 40 + 48[1] Vorher 48 + 64; größter Rbf in Deutschland)
  - Osnabrück Rbf (34)
  - Hannover: Seelze Rbf (17 + 34)
  - Bremen Rbf: (41) ohne Ablaufbetrieb, Zugbildung im Umsetzverfahren in der Richtungs- und Ausfahrgruppe, Drehscheibe der Automobilverkehre von ARS Altmann
- Ostdeutschland
  - Potsdam: Seddin Gbf (28 + 15)
  - Senftenberg (Südberg 19, Nordberg stillgelegt)
- Mitteldeutschland
  - Halle (Saale) Gbf (36)
  - Leipzig: Leipzig-Engelsdorf (Sa.) (26, Ablaufbetrieb Dezember 2018 eingestellt)
  - Dresden-Friedrichstadt (seit 1929 optimierter Betrieb mittels Seilablaufanlage; seit 2009 ohne Ablaufbetrieb, Zugbildung in früherer Ausfahrgruppe im Umsetzverfahren)
  - Bebra Rbf (seit Anfang 2010 ohne Ablaufbetrieb, Zugbildung im Umsetzverfahren)
  - Kassel Rbf (veraltete Anlage: 11 + 5 + 2, + 9 lange und 4 kurze Stumpfgleise)
- Westdeutschland
  - Ruhrgebiet:
    - Hamm (Westf) Rbf (14, war jahrzehntelang Europas größter Rangierbahnhof)
    - Herne: Wanne-Eickel Hbf (Westberg des ehemals zweiseitigen Rbf: 26, davon 4 Zechenbahn-Übergabegleise; Ostberg: Ablaufbetrieb eingestellt, aber noch Abstoßbetrieb)
    - Oberhausen-Osterfeld (40 + 20, Westberg in 12/2008 reaktiviert, Ablaufbetrieb aufgrund Wirtschaftskrise wieder eingestellt)
    - Schwerte (Ruhr) (16)
    - Hagen-Vorhalle (40)

  - Siegerland: Kreuztal Gbf (19)
  - Köln: Gremberg (31 + 32); Köln-Kalk Nord (24)
  - Koblenz-Lützel (12)
  - Mainz/Wiesbaden: Mainz-Bischofsheim (22; der Bahnhof liegt nicht in den politischen Grenzen der Stadt Mainz in Rheinland-Pfalz, sondern in der selbständigen hessischen Gemeinde Bischofsheim)
- Süddeutschland
  - Mannheim Rbf (42 + 41; zweitgrößter Rbf in Deutschland)
  - Stuttgart: Kornwestheim Rbf (35)
  - Saarbrücken Rbf: (36) Ablaufanlage ausgebaut, Zugbildung im Umsetzverfahren, kombinierte Richtungs- und Ausfahrgruppe, welche in Ost (13) und West (23) getrennt ist
  - Neunkirchen (Saar) Hbf: (18) Ablaufberg mit Gleisbremse, Stellwerk und Einfahrgruppe stillgelegt/abgebaut, Zugbildung im Umsetzverfahren
  - Einsiedlerhof Rbf: (12) Ablaufberg vorhanden und in Nutzung, nur noch EOW-Bereich
  - Nürnberg Rbf (60; drittgrößter Rbf in Deutschland)
  - Ingolstadt Hbf (20)
  - München Nord Rbf (40)

### Benelux-Länder
- Niederlande
  - Rotterdam: Kijfhoek (43, an der Betuweroute und an der Bahnstrecke Breda–Rotterdam zwischen Barendrecht und Zwijndrecht)
- Belgien
  - Antwerpen-Noord (40 + 56)
  - Gent-Zeehaven (32)
- Luxemburg
  - Bettemburg: Bettembourg-Triage (28)

### Frankreich
Der Einzelwagenverkehr in Frankreich sollte bis 2015 aufgegeben werden. Stattdessen wurde er durch das Multi Lots Multi Clients-Konzept ersetzt, welches auf bestellte Mindestmengen hin optimiert ist.
Dabei wird der Verkehr in vier Güterbahnhöfen (Le Bourget, Woippy, Sibelin und Miramas), die durch Shuttle-Züge miteinander verbunden sind, gesammelt.
- Dünkirchen: Dunkerque (32)
- Paris: Le Bourget (48)
- Metz: Woippy-Triage (48; größter Rangierbahnhof Frankreichs)
- Lyon: Sibelin-Triage (44)
- Marseille: Miramas (48)

### Alpenländer
- Schweiz:
  - Basel SBB RB (Rangierbahnhof Basel-Muttenz in Muttenz) (32 [Reduzierung von 43 auf 32 im Rahmen der Modernisierung von 2010 bis 2013] + 16 [Reduzierung von 32 auf 16 im Rahmen der Modernisierung 2017 bis 2019])
  - Buchs SG (16)
  - Zürich: Rangierbahnhof Limmattal (RBL), zwischen Spreitenbach und Dietikon (64)
  - Rangierbahnhof Lausanne (bei Denges) (38)
  - Chiasso Smistamento (24)
- Österreich:
  - Wien Zvbf (48)
  - Villach Süd Gvbf (40)
  - Graz Vbf (21)
  - Linz Vbf (29)
  - Salzburg Gnigl Vbf (22)
  - Wels Vbf (30)
  - Hall in Tirol (für Innsbruck, 20)
- Slowenien
  - Ljubljana: Zalog (39)

### Südosteuropa
- Kroatien
  - Zagreb ranžirni kolodvor (48)
- Bosnien und Herzegowina
  - Doboj (14)
- Serbien
  - Subotica: Ranžirna stanica Subotica
  - Belgrad: Beograd ranžirna Makiš (48)
  - Niš ranžirna stanica Popovac
  - Novi Sad: Ranžirna stanica Novi Sad
- Montenegro: Kein Rangierbahnhof.
- Rumänien 
  - Iași: Socola (24)
  - Dej Triaj (25)
  - Oradea Est Triaj (Ostbahnhof Rangierbahnhof, 24)
  - Arad (18)
  - Timișoara: Ronaț Triaj (23)
  - Caransebeș Triaj (24)
  - Simeria Triaj (10)
  - Teiuș: Coșlariu (16)
  - Brașov Triaj (26)
  - Adjud (16)
  - Galați: Barboși Triaj (24)
  - Ploiești Triaj (31)
  - Pitești: Golești (13?)
  - Craiova Triaj (nur mehr Bahnhofsteil des Bf. Craiova mit Hp. Craiova Triaj) (20)
  - Bukarest: București Triaj (16)
  - Constanța: Palas (23)
- Bulgarien
  - Ruse: Russe razp. (12) (Anmerkung: razp.; bulg. разпределител; abgekürzt: разп.; Transkription: raspredelitel; deutsch: Rangierbahnhof; wörtlich: Verteiler)
  - Warna: Varna razp.
  - Gorna Orjachowiza: Gorna Orjahovica razp. (29)
  - Burgas razp. (20)
  - Plowdiw: Plovdiv razp. (19)
- Mazedonien
  - Skopje-Trubarevo (24)
- Albanien: Kein Rangierbahnhof.
- Griechenland
  - Saloniki: Thessaloniki-Dialogis (16)
- Türkei, europäischer Teil: Kein Rangierbahnhof.

### Südeuropa
- Italien: Im April 2010 wurde der Einzelwagenverkehr aufgegeben[6] und im Laufe des Jahres 2012 wurden alle Rangierbahnhöfe endgültig mit Aufgabe des Ablaufbetriebes stillgelegt[7]. Der größte Rangierbahnhof Italiens war Bologna San Donato, der nach der Stilllegung in einen Eisenbahnversuchsring umgebaut wurde.[8] Der Rangierbahnhof mit den meisten Gleisen war Milano Smistamento.[9]
- Spanien: Infolge der Aufgabe des Einzelwagenverkehrs im Jahre 2006[10] sind dort keine Rangierbahnhöfe mehr in Betrieb, so soll z. B. der zuletzt nur mehr zum Abstellen von Güterwagen benützte ehemals größte Rangierbahnhof des Landes (Madrid-Vicálvaro) in einen Terminal für den intermodalen Verkehr umgebaut werden.[11]
- Portugal:
  - Entroncamento (13, stillgelegt als Folge der Aufgabe des Einzelwagenverkehrs in Spanien?)

### Russland
Exklave Oblast Kaliningrad: siehe hier.
Zweiseitige Bahnhöfe sind mit einem Stern (*) gekennzeichnet. Die Anzahl der Gleise ist in Klammern angegeben.
Oktober-Eisenbahn:
- Sankt-Peterburg-Sortirowotschny Moskowski*
- Schuschary
- Wolchowstroi 1
- Chowrino (Moskau)
- Petrosawodsk
- Belomorsk

Nordeisenbahn:
- Losta (Wologda)
- Jaroslawl-Glawny
- Nowojaroslawskaja (Jaroslawl, Werksbahnhof von Slawneft-Jaroslawnefteorgsintes)
- Isakogorka (Archangelsk)
- Solwytschegodsk (Kotlas)

Moskauer Eisenbahn:
- Woskressensk (Großer Moskauer Eisenbahnring)
- Orechowo-Sujewo (Bolschoje kolzo MSchD)
- Bekassowo-Sortirowotschnoje (Moskau, Bolschoje kolzo MSchD)
- Lossinoostrowskaja (Moskau)
- Ljublino-Sortirowotschnoje* (Moskau)
- Moskau-Sortirowotschnaja-Kijewskaja (Moskau)
- Podmoskownaja (Moskau)
- Brjansk-Lgowski*
- Rybnoje (Rjasanskaja oblast)
- Orjol
- Perowo* (Moskau)
- Smolensk-Sortirowotschny (Smolensk)
- Moskau-Juschny Port (Hafenbahnhof)

Südosteisenbahn
- Kotschetowka I* (Mitschurinsk)
- Elez (Lipezkaja oblast)
- Kasinka (Lipezk)
- Nowolipezk (Lipezk, Werksbahnhof von NLMK)
- Grjasi-Wolgogradskije (Lipezkaja oblast)
- Otroschka (Woronesch)
- Liski (Woroneschskaja oblast)

Nordkaukasus-Eisenbahn
- Bataisk* (Rostowskaja oblast)
- Krasnodar-Sortirowotschny
- Lichaja
- Mineralnyje Wody
- Tichorezk* (Region Krasnodar)
- Noworossijsk

Gorkier Eisenbahn
- Nischni Nowgorod-Sortirowotschny*
- Ljangassowo (Kirow)
- Judino (Kasan)
- Agrys

Kuibyschewer Eisenbahn
- Kinel* (Samara)
- Oktjabrsk (Samarskaja oblast)
- Sysran I (Samarskaja oblast)
- Rusajewka (Mordowija)
- Pensa III
- Pensa II
- Schigulewskoje more (Toljatti)
- Toljatti
- Djoma* (Ufa)
- Nowokuibyschewskaja (Nowokuibyschewsk, Werksbahnhof vom Nowokuibyschewski neftepererabatywaiuschtschi sawod)

Wolga-Eisenbahn
- Anissowka (Saratow)
- Saratow-III
- Saratow-II-Towarny
- Axaraiskaja (Astrachan)
- im. Maxima Gorkowo (Wolgograd)
- Wolschski (Wolgogradskaja oblast)

Swerdlowsker Eisenbahn
- Perm-Sortirowotschnaja*
- Jekaterinburg-Sortirowotschny*
- Woinowka* (Tjumen)
- Smytschka (Nischni Tagil)
- Serow-Sortirowotschny
- Kamensk-Uralski

Südural-Eisenbahn
- Tscheljabinsk-Glawny*
- Magnitogorsk-Grusowo
- Orenburg
- Orsk
- Kartaly-2
- Berdjausch
- Kurganka (Kurgan)

Westsibirische Eisenbahn
- Wchodnaja (Omsk)
- Moskowka (Omsk)
- Inskaja* (Nowosibirsk)
- Altaiskaja (Nowoaltaisk)
- Kemerowo-Sortirowotschnoje
- Nowokusnezk-Wostotschny

Krasnojarsker Eisenbahn
- Krasnojarsk-Wostotschny

Ostsibirische Eisenbahn
- Irkutsk-Sortirowotschny*
- Taischet*

Fernost-Eisenbahn
- Chabarowsk II*
- Tynda (Amurskaja oblast)
- Cholmsk-Sortirowotschny (Sachalinskaja oblast)
- Nachodka
- Nachodka-Wostotschnaja
- Ussurijsk-1
- Komsomolsk-Sortirowotschny

## Nordamerika

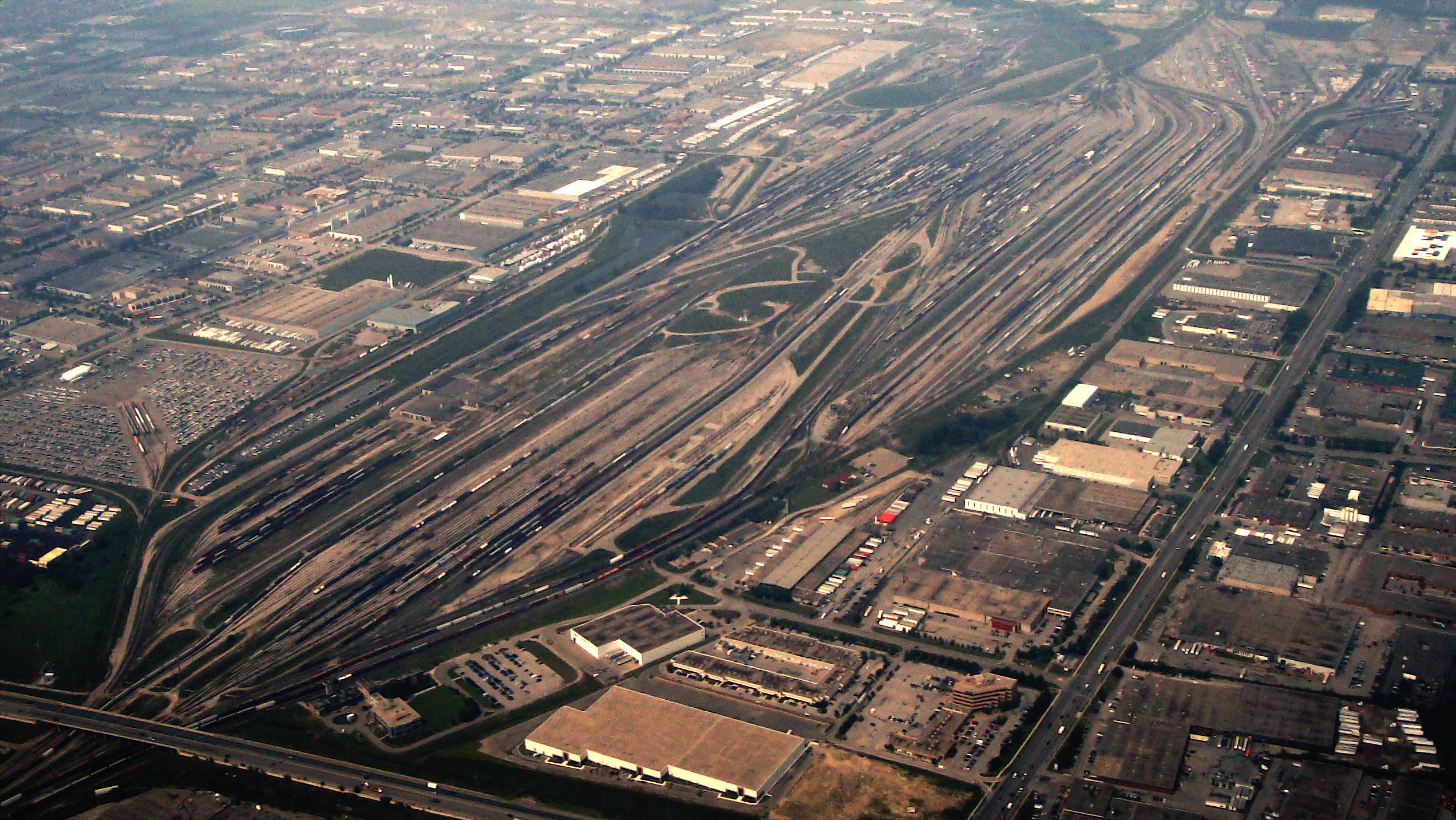
MacMillan Yard der CN in der Greater Toronto Area

### Kanada
- Greater Toronto Area (Ontario)

- MacMillan Yard (71+33, ehemals 121)
- CPR Toronto Yard (ehemals 72)

### Vereinigte Staaten
- Illinois:

- Metropolregion Chicago:

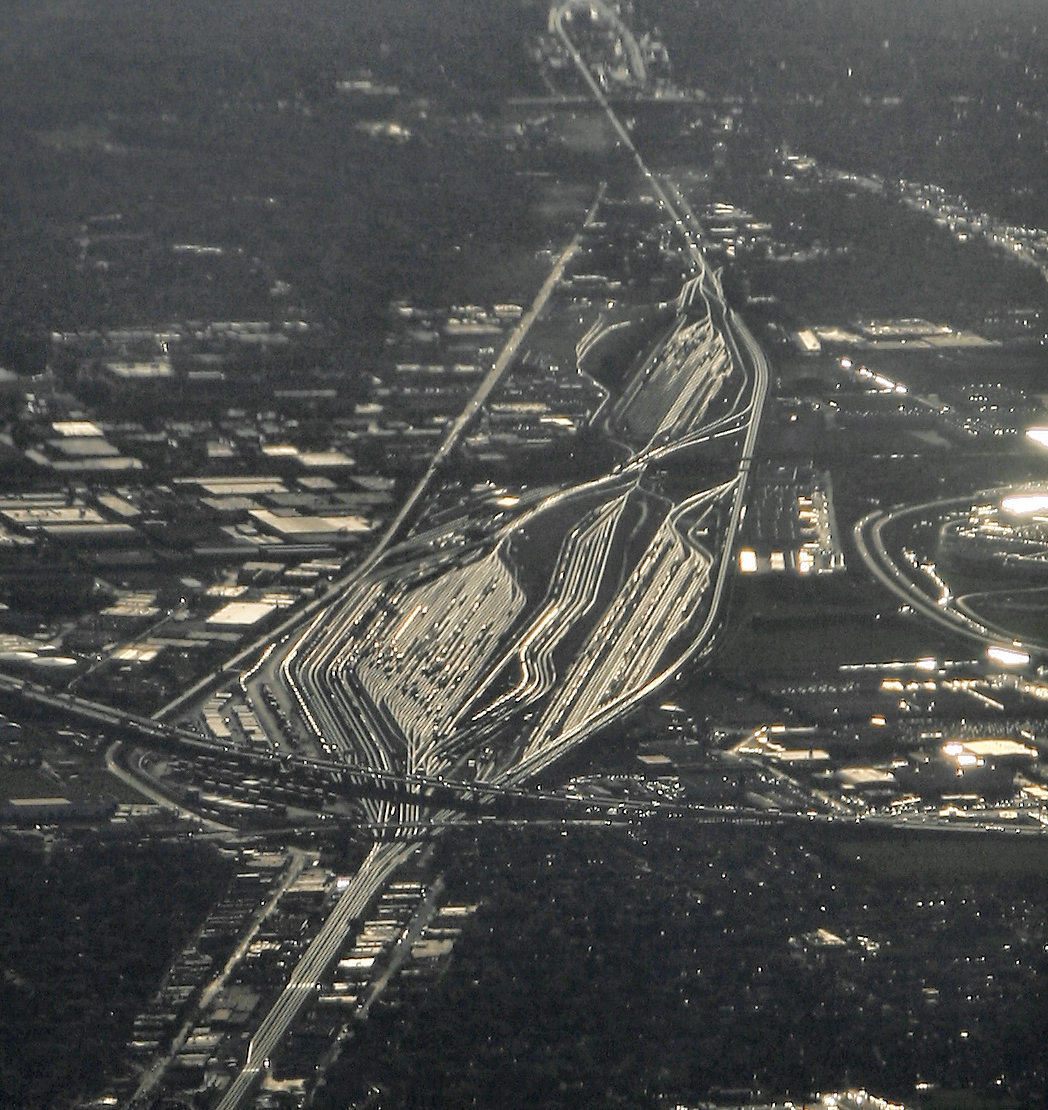
Bensenville Yard der Canadian Pacific Railway in Chicago

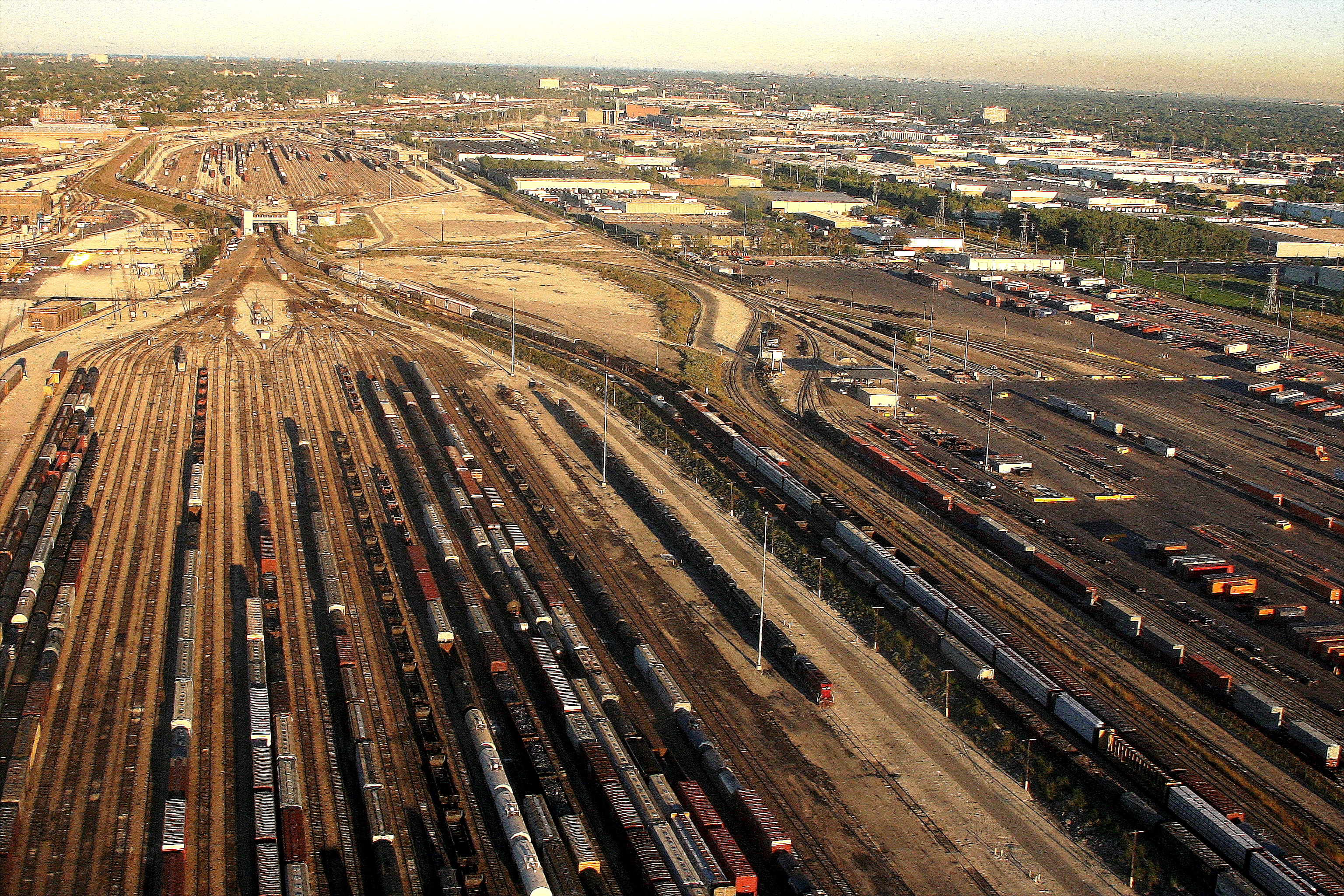
Clearing Yard der Belt Railway of Chicago

- Bensenville Yard (21+34, ehemals 70)
- Clearing Yard (36+56)
- Corwith Yard (ehemals 32, heute Containerterminal)

- Galesburg: Galesburg Yard (48, ehemals 62)

- Kalifornien:

- Barstow: Barstow Yard (48)
- Roseville: J.R. Davis Yard (55)

- Kansas:

- Kansas City (Kansas): Argentine Yard (60)

- Minnesota:

- Minneapolis: Northtown Yard (48, ehemals 64)

- Nebraska:

- North Platte: Bailey Yard (64+50)

- Ohio:

- Cincinnati: Queensgate Yard (50+19)

- Pennsylvania:

- Conway: Conway Yard (53, ehemals 107)
- Harrisburg: Enola Yard (16, ehemals 79)

- Texas:

- Fort Worth: Davidson Yard (43)

## Afrika

### Südafrika
- Gauteng: Sentrarand Rangierbahnhof (64)